# 히토카라

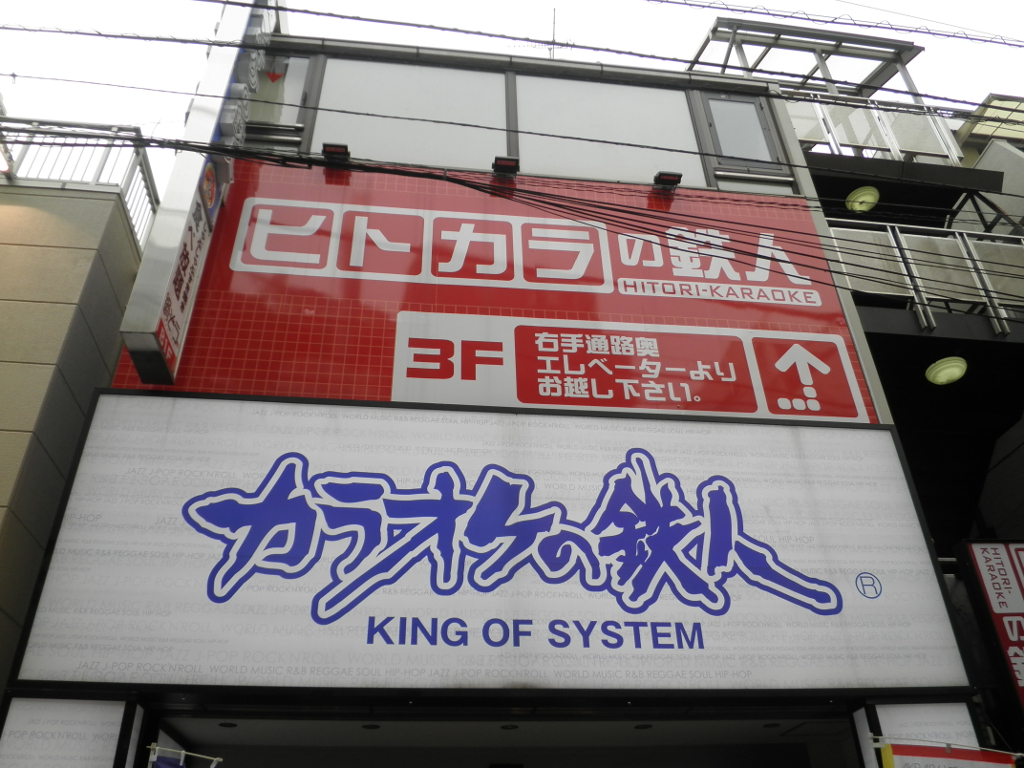
데쓰진칸케이카쿠가 운영하는 히토카라 전문점 (히토카라의 철인 시모키타자와 점)

히토카라(일본어: ヒトカラ)는 1인 가라오케(一人カラオケ 히토카라오케[*]→혼자 노래방)의 약자로 일반적으로 대규모의 인원이 즐기는 가라오케를 혼자서만 즐기는 것을 가리키는 일본의 속어이다. 히라가나와 가타카나를 혼합하여 표기(ひとカラ) 하기도 한다. “히토카라”는 주식회사 에쿠싱 (구 BMB)의 등록상표 (등록번호 제4858993호)이다.